# Джозеф Леонард Голдштейн
Джозеф Леонард Голдштейн (англ. Joseph Leonard Goldstein; народився 18 квітня 1940, Кінгстрі, Південна Кароліна) — американський біохімік, піонер досліджень генетики людини.  Він отримав Нобелівську премію з фізіології або медицини в 1985 році разом із колегою-дослідником з Південно-Західного медичного центру Техаського університету Майклом Брауном за дослідження холестерину. Вони виявили, що людські клітини мають рецептори ліпопротеїнів низької густини (ЛПНГ), які прибирають холестерин із крові, і що коли рецептори ЛПНГ відсутні в достатній кількості, у людей розвивається гіперхолестеринемія та підвищуються ризики захворюваннь, пов’язаних з холестерином, зокрема ішемічна хвороба серця. Їхні дослідження привели до розробки статинів.

## Біографія
Джозеф Голдштейн народився 18 квітня 1940 р. у місті Кінгстрі (Південна Кароліна, США). 
Гольдштейн здобув ступінь бакалавра наук в Університеті Вашингтона і Лі в 1962 році, а ступінь доктора медицини в Південно-Західній медичній школі Техаського університету в 1966 році. Після закінчення клінічної ординатури, Гольдштейн перейшов до Національного інституту охорони здоров'я (NIH) в Бетесді, штат Меріленд, де працював у галузі біохімічної генетики. 1972 року повернувся в Південно-Західний медичний центр, де обійняв посаду керівника відділу медичної генетики.
В 1985 р. за свої дослідження спадкової гіперхолестеринемії та відкриття рецептора ліпопротеїнів низької щільності отримав Нобелівську премію з медицини і фізіології (разом з Майклом Стюартом Брауном). Його внесок у вивчення спадкових хвороб приніс йому безліч інших наукових нагород.